# ボルソ・デステ
ボルソ・デステ（Borso d'Este, 1413年 - 1471年8月20日）は、ニッコロ3世・デステと愛人ステッラ・トロメイの三男。初代モデナ＝レッジョ公（在位：1452年 - 1471年）、初代フェラーラ公（在位：1471年）。

## 生涯
1452年に、神聖ローマ皇帝フリードリヒ3世によって、帝国封土としてモデナとレッジョの公とされた。1471年4月12日には教皇パウルス2世によってフェラーラ公とされ、フェラーラ公国が成立した。
フェラーラ公となって4ヶ月後に死去、独身で子がおらず、異母弟エルコレ1世が跡を継いだ。